# Федеральний канцлер Швейцарії
Федеральний канцлер Швейцарії — очільник Федеральної канцелярії Швейцарії, найстарішого федерального органу влади в країні, головна адміністративна посада у швейцарському уряді. Його головним обов'язком є організація роботи Федеральної ради. Відмінно від Федерального канцлера Німеччини та Федерального канцлера Австрії, Федеральний канцлер Швейцарії не є «прем'єр-міністром» і не очолює уряд, цю посаду можна найкраще охарактеризувати як «голова адміністрації президента».
Поточний Федеральний канцлер, Віктор Россі, член Зеленої ліберальної партії з кантону Берн,  приступив до виконання своїх обов'язків 1 січня 2024 року.
Канцлер відвідує щотижневі засідання Федеральної ради, але не має там права голосу. До обов'язків Канцлера належить підготовка звітів про діяльність та рішення Федеральної ради від її імені для Федеральних зборів. Хоч посада Федерального канцлера є технократичною (по суті, це секретар), його часто називають «восьмим членом Федеральної ради».

## Обрання
Федеральний канцлер обирається на чотирирічний термін обома палатами Федеральних зборів Швейцарії, одночасно і за тією ж процедурою, що і всі члени Федеральної ради. Відбувається таємне голосування, під час якого кожен член парламенту може проголосувати за одного будь-якого кандидата в першому чи другому турі, або за будь-якого із тих кандидатів, хто залишився, в наступних турах. Якщо жоден кандидат не набирає абсолютної більшості голосів, кандидати з найменшою кількістю голосів вибувають і проводиться ще один тур.

## Віцеканцлери
На додачу до Федерального канцлера, обирають ще одного чи двох віцеканцлерів, при чому обирає їх Федеральна рада, в не Федеральні збори. Один із віцеканцлерів виконує функції речника Федеральної канцелярії. До 1852 року посада віцеканцлера називалась Державним секретарем конфедерації.
Чинними віцеканцлерами є Андре Сімоначчі (з 2009 року), безпартійний з кантону Вале, та Віктор Россі (з 2019 року), член Зеленої ліберальної партії з кантону Берн.

## Список канцлерів
| №  | Термін повноважень | Ім'я                   | Портрет                        | Роки життя | Політична партія | Політична партія                         | Кантон                 |
| -- | ------------------ | ---------------------- | ------------------------------ | ---------- | ---------------- | ---------------------------------------- | ---------------------- |
| 1  | 1803–1830          | Жан-Марк Муссон        | Jean Marc Samuel Isaac Mousson | 1776–1861  |                  | Ліберальна партія                        | Во                     |
| 2  | 1831–1847          | Йозеф Франц Карл Амрін | Josef Franz Karl Amrhyn        | 1800–1849  |                  | Ліберальна партія                        | Люцерн                 |
| 3  | 1848–1881          | Йоганн Ульріх Шісс     | Johann Ulrich Schiess          | 1813–1883  |                  | Ліберальна партія                        | Аппенцелль-Ауссерроден |
| 4  | 1882–1909          | Ґоттліб Рінг'єр        | Gottlieb Ringier               | 1837–1929  |                  | Ліберальна партія                        | Ааргау                 |
| 5  | 1910–1918          | Ганс Шатцманн          | Hans Schatzmann                | 1848–1923  |                  | Вільна демократична партія               | Ааргау                 |
| 6  | 1919–1925          | Адольф фон Штайгер     | Adolf von Steiger              | 1859–1925  |                  | Вільна демократична партія               | Берн                   |
| 7  | 1925–1934          | Роберт Кеслін          | Robert Käslin                  | 1871–1934  |                  | Вільна демократична партія               | Нідвальден             |
| 8  | 1934–1943          | Джордж Бове            | George Bovet                   | 1874–1946  |                  | Вільна демократична партія               | Невшатель              |
| 9  | 1944–1951          | Оскар Лаймгрубер       | Oskar Leimgruber               | 1886–1976  |                  | Християнсько-демократична народна партія | Фрібур                 |
| 10 | 1951–1967          | Чарльз Озер            | Charles Oser                   | 1902–1994  |                  | Вільна демократична партія               | Базель-Штадт           |
| 11 | 1968–1981          | Карл Губер             | Karl Huber                     | 1915–2002  |                  | Християнсько-демократична народна партія | Санкт-Галлен           |
| 12 | 1981–1991          | Вальтер Бузер          | Walter Buser                   | 1926–2019  |                  | Соціал-демократична партія               | Базель-Ланд            |
| 13 | 1991–1999          | Франсуа Кушпен         | François Couchepin             | 1935– 2023 |                  | Вільна демократична партія               | Вале                   |
| 14 | 2000–2007          | Аннемарі Хубер-Хотц    | Annemarie Huber-Hotz           | 1948–2019  |                  | Вільна демократична партія               | Цуг                    |
| 15 | 2008–2015          | Коріна Казанова        | Corina Casanova                | нар. 1956  |                  | Християнсько-демократична народна партія | Граубюнден             |
| 16 | 2016-2024          | Вальтер Турнгерр       | Walter Thurnherr               | нар. 1963  |                  | Християнсько-демократична народна партія | Ааргау                 |
| 16 | 2016-2024          | Вальтер Турнгерр       | Walter Thurnherr               | нар. 1963  | Центристи        |                                          | Ааргау                 |
| 17 | з 2024             | Віктор Россі           | Viktor Rossi                   | нар. 1968  |                  | Зелена ліберальна партія                 | Берн                   |